# J. van Eijck & co
De firma J. van Eijck & co is een voormalige weverij in Bredevoort in de Nederlandse provincie Gelderland. Het gebouw stond aan de Misterstraat net voorbij de Munsterbrug aan de Slingebeek. De weverij speelde een grote rol in de textielindustrie in Bredevoort.

## Geschiedenis

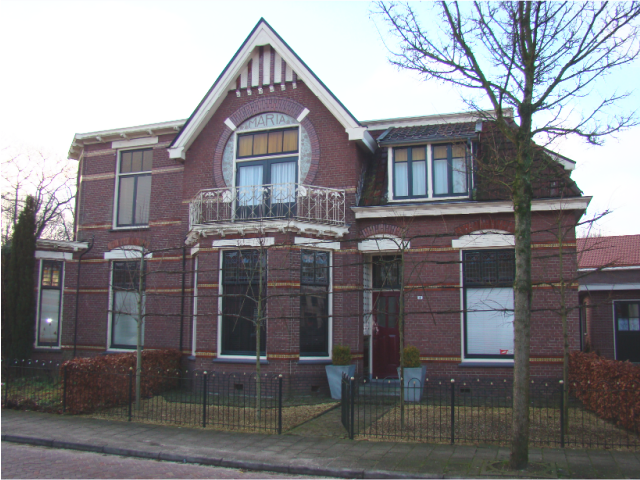
Villa Maria

De firma J. van Eijck & co werd in 1878 opgericht door de in Helmond geboren Josephus Godefridus Henricus van Eijck wiens familie afkomstig uit Sint-Niklaas, door Bredevoorters kortweg "Sjef" genoemd. Het was daarmee de tweede textielfabriek in Bredevoort. Bij de eerste fabriek van H. van Eijck & zoon wordt intussen gestaakt. Eind januari is die staking voorbij, maar het 25-jarige jubileum van de fabriek werd sober gevierd door de werknemers. Josephus G.H. van Eijck overleed in 1898, en zijn vrouw Hendrika Maria Kavelaar zette het bedrijf voort. Zij stelde twee directeuren aan, Henricus Mütter en Johannes Mütter, waarvan de laatste de monumentale Villa Maria naast de fabriek liet bouwen. De broers zetten het bedrijf voort na de dood van Hendrika Maria Kavelaar. De andere helft van het oude bedrijf was in handen gekomen van A. Ubbink te Bredevoort. Vermoedelijk heeft Sjef van Eyck getracht ook dit voormalige familiebezit weer in handen te krijgen en is daarin anno 1893 geslaagd, getuige de aanwezige akten gerelateerd aan de familie Ubbink, die daarop wijzen. Na de dood van Sjef van Eyck in 1898 werd de firma "J. van Eyck & Co." op contractbasis voortgezet door diens weduwe H.M. Kavelaars met vennoot J.H.J. Müter voor de tijd van tien jaar.

## Sluiting
De fabriek heeft een tijd leeggestaan, totdat het bedrijf Aparta er een snoepfabriek van maakte. Daarna vervolgens een dozenfabrikant, een Coca-Colafabriek, een groothandel voor hangsloten, de bontweverij/tuftingfabriek van Jos Rusink. Eind 20e eeuw ging het complex in vlammen op, waardoor een monumentaal gebouw uit het straatbeeld verdween.

## Bron
- Staring Instituut: Bredevoort een Heerlijkheid, ISBN 90-900213-5-3 (eerste uitgave 1988)
- Ne göpse vetelsels ovver Aalten en Brevoort, Uitgever: De v.v. Volkhuisvesting in 1984
- achterhoeksarchief.nl[dode link]